# Sira Cup
Der Sira Cup ist ein Regatta-Pokal der am 19. Juli 1983 für historische Kielboote der 8-Meter-Klasse von König Olav V. gemeinsam mit dem norwegischen Segler Erik Anker über den norwegischen Segelclub Kongelig Norsk Seilforening (KNS) gestiftet wurde.
Namensgeberin für den Pokal war die 8mR-Yacht Sira (Baujahr 1938) von König Olav V. Der König hatte als aktiver Regattasegler und Ehrenpräsident der International Eight Meter Association (IEMA) während der Weltmeisterschaft der 8mR-Klasse (englisch 8mR World Cup) 1983 vor Hankø in Norwegen erkannt, dass die neuen „Achter“ im Regattafeld nicht mehr zu den alten Booten passten. So stiftete er den Sira Cup, der für 8mR-Yachten ausgeschrieben wurde, die vor 1960 konstruiert und gebaut worden sind. Der Pokal sollte zeitgleich zum 8mR-World-Cup der Klasse ausgetragen werden. Diese Neustiftung der Trophäe sicherte das Interesse der klassischen „Achter“, an der Weltmeisterschaft teilzunehmen. Der Sira Cup ist noch sehr lebendig und hat heute sehr zur Stärke der Klasse beigetragen. Alle 8mR-Yachten, die die Bedingungen für eine Teilnahme am Sira Cup erfüllen, bilden innerhalb der 8-Meter-Klasse die Sira-Klasse.

## Die Geschichte hinter demSira Cup
Der heutige König Olav V. und damalige Kronprinz von Norwegen unternahm 1939 mit seiner Frau Martha, eine Reise durch die USA. Daher übergab er in seiner Abwesenheit das Ruder seiner damals neuen Yacht Sira für die Regatten des Kattegat Cup an den norwegischen Yachtdesigner Johan Anker, der die 8mR-Yacht entworfen und auf seiner Werft gebaut hatte. Sira hatte 1938 in ihrer ersten Saison in Marstrand schon den Kattegat Cup gewonnen. Der junge Erik Anker war damals als Besatzungsmitglied an Bord. Als Vater Johan Anker während der Regatta für ein paar Tage dringend nach Oslo fahren musste, übernahm Sohn Erik als Skipper die „Sira“ und gewann die Regatta und den Pokal.
Als Kronprinz Olav aus den USA zurückkehrte, erlaubte er großzügig, dass der junge Erik Anker den Pokal als Souvenir behalten durfte. 44 Jahre war der Pokal von 1939 bis 1983 in der liebevollen Obhut von Eva Anker, Eriks Frau.
Während des 8mR World Cup 1983 im norwegischen Hankø beschlossen König Olav V. und Erik Anker, den Pokal zu stiften für die beste ältere 8mR-Yacht die vor 1960 entworfen und gebaut worden war. Ziel war und ist die Stärkung der älteren Yachten innerhalb der 8-Meter-Klasse.
| Jahr | Austragungsort         | Austragungsverein                       | Land                   | Yacht               | Eigner                        | Land        | Yacht-Konstrukteur                   | Baujahr | Mannschaft |
| ---- | ---------------------- | --------------------------------------- | ---------------------- | ------------------- | ----------------------------- | ----------- | ------------------------------------ | ------- | --- |
| 1983 | Hankø                  | Kongelig Norsk Seilforening (KNS)       | Norwegen               | Vision (KC 3)       | Robin Clark                   | Kanada      | Charles E. Nicholson                 | 1930    | Glenn Foster, Andy Kostanecki, Richard Hudson                                                                                            |
| 1984 | Toronto                | Royal Canadian Yacht Club (RCYC)        | Kanada                 | Vision (KC 3)       | Robin Clark                   | Kanada      | Charles E. Nicholson                 | 1930    | Tom Clarke (Skipper), Nicki Clarke, Kirsty Clarke, Hans Fogh, Paul Davis, Richard Hudson                                                 |
| 1985 | Rochester              | Rochester Yacht Club (RYC)              | Vereinigte Staaten     | Vision (KC 3)       | Robin Clarke                  | Kanada      | Charles E. Nicholson                 | 1930    | Robin Clarke (Skipper), Tom Clarke, Nicki Clarke, Kirsty Clarke, Tony Bowman, Vanessa Case                                               |
| 1986 | Cannes                 | Club Nautique de Cannes (CNC)           | Frankreich             | Ayana (GER 6)       | Walter Latscha                | Schweiz     | Francois Camatte                     | 1947    | |
| 1987 | Helsinki               | Nyländska Jaktklubben (NJK)             | Finnland               | Wye (S 38)          | Sigge Svensson                | Schweden    | Charles E. Nicholson                 | 1935    | Sven Mårdh, Lars Evaldsson, Alan Chester, Philip Crebbin, Lars-Åke Karlsson, Sigge Svensson                                              |
| 1988 | Sandhamn               | Kungliga Svenska Segelsällskapet (KSSS) | Schweden               | Wanda (NOR 3)       | Lasse Björk                   | Schweden    | Tore Holm                            | 1937    | Lars Björk (Skipper), Dan Stenlund, Börje Larsson, Göran Edin, Sven Matton, Jarl Holm, Johnny Modig                                      |
| 1989 | Toronto                | Royal Canadian Yacht Club (RCYC)        | Kanada                 | Venture II (CAN 29) | Lorne Corley                  | Kanada      | E. A. Shuman                         | 1938    | Lorne Corley (Skipper), Bruce Corley, John Dakin, Bryan Gooderham, Richard Self, John Lazier                                             |
| 1990 | Rochester              | Rochester Yacht Club (RYC)              | Vereinigte Staaten     | Venture II (CAN 29) | Lorne Corley                  | Kanada      | E. A. Shuman                         | 1938    | Lorne Corley (Skipper), Bruce Corley, John Dakin, Bryan Gooderham, Richard Self, John Lazier                                             |
| 1991 | Toronto                | Port Credit Yacht Club (PCYC)           | Kanada                 | Venture II (CAN 29) | Lorne Corley                  | Kanada      | E. Arthur Shuman                     | 1938    | Lorne Corley (Skipper), Bruce Corley, John Dakin, Bryan Gooderham, Richard Self, John Lazier                                             |
| 1992 | Sandhamn               | Kungliga Svenska Segelsällskapet (KSSS) | Schweden               | Isabel (S 14)       | Bo Persson                    | Schweden    | Gustaf Estlander                     | 1928    | |
| 1993 | Helsinki               | Nyländska Jaktklubben (NJK)             | Finnland               | Andromeda (S 23)    | Ola & Ulf Nilsson             | Schweden    | Arvid Laurin                         | 1947    | Ola Nilsson, Ulf Nilsson, Claes Liljeson, Erik Båsk, Matti Muoniovaara, Jonas Dromberg                                                   |
| 1994 | Cannes                 | Club Nautique de Cannes (CNC)           | Frankreich             | Vision (KC 3)       | Eric Mallet                   | Frankreich  | Charles E. Nicholson                 | 1930    | Jérôme Dupin, Pierre Bonnet, Christophe Crémadès, Romaric Nungesser, Jean Michel Roux, Jean Marie Dauris, Eric Mallet                    |
| 1995 | Medemblik              | Royal Yacht Club Hollandia              | Niederlande            | Vision (KC 3)       | Eric Mallet                   | Frankreich  | Charles E. Nicholson                 | 1930    | Jérôme Dupin, Christophe Crémadès, Jean Michel Roux, Jean Marie Dauris, Romaric Nungesser, Gilles Mallet, Eric Mallet                    |
| 1996 | Sodus Bay (Ontariosee) | Sodus Bay Yacht Club (SBYC)             | Vereinigte Staaten     | Iskareen            | Ralph Reimann                 | Kanada      | Olin Stephens                        | 1939    | Ralph Reimann, Bert Reimann, Steve Bardon, Mark Bird, Mike Rustom, Tim Rickards, Ash Das                                                 |
| 1998 | Genf                   | Société Nautique de Genève (SNG)        | Schweiz                | Vision (KC 3)       | Eric Mallet                   | Frankreich  | Charles E. Nicholson                 | 1930    | Christophe Crémadès, Jean Baptiste Bossuet, Jean Michel Roux, Yannick Lecreq, Gilles Mallet, Eric Mallet, Pascal Bidegorry, Jérôme Dupin |
| 1999 | Rochester              | Rochester Yacht Club (RYC)              | Vereinigte Staaten     | Norseman (CAN 2)    | William J. Roue               | Kanada      | Cedric G. E. Gyles                   | 1930    | Cedric Gyles (Skipper), Shannon Howard, Jason Williams, Peter Gyles, Donna Mouck, Christine Medland, Ed Gyles                            |
| 2000 | Porto St. Stefano      | Yacht Club Italiano (YCI)               | Italien                | Bona (I 16)         | Giovanni Mogna                | Italien     | Vittorio Baglietto                   | 1934    | Giovanni Mogna (Skipper), Tiziano Nava, Paolo Brasca, Marco Pomi, Achille Tacchi, George Miguel, Alfio Lavazza                           |
| 2002 | Helsinki               | Nyländska Jaktklubben (NJK)             | Finnland               | Bona (I 16)         | Giovanni Mogna                | Italien     | Vittorio Baglietto                   | 1934    | Giovanni Mogna (Skipper), Tiziano Nava, Paolo Brasca, Marco Pomi, Achille Tacchi, George Miguel, Alfio Lavazza                           |
| 2003 | La Trinité-sur-Mer     | Société Nautique La Trinite-sur-mer     | Frankreich             | Bona (I 16)         | Giovanni Mogna                | Italien     | Vittorio Baglietto                   | 1934    | Giovanni Mogna (Skipper), Tiziano Nava, Paolo Brasca, Marco Pomi, Achille Tacchi, George Miguel, Alfio Lavazza                           |
| 2004 | Genf                   | Société Nautique de Genève (SNG)        | Schweiz                | Cutty Tou (FRA 25)  | Alain & Gilles Minos          | Frankreich  | Charles E. Nicholson                 | 1930    | Alain Minos, Gilles Minos, Nicolas Minos, Mikeal Minos, Xavier Minos, Xavier Campaignole, Robert Champagnat                              |
| 2005 | Toronto                | Royal Canadian Yacht Club (RCYC)        | Kanada                 | Iskareen            | Ralph Reimann                 | Kanada      | Olin Stephens                        | 1939    | Ralph Reimann, Bert Reimann, Tim Rickards, Mike Rustom, James Countouris, Luc D'Aoust                                                    |
| 2006 | Lindau                 | Lindauer Segel Club (LSC)               | Deutschland            | Froya (Z 9)         | Peter Groh                    | Schweiz     | Bjarne Aas                           | 1939    | |
| 2007 | River Clyde            | Royal Northern & Clyde Yacht Club       | Schottland             | Saskia (K 26)       | John & Micheal Stephen        | Australien  | William Fife III.                    | 1931    | John Stephen (Skipper), Michael Stephen, Ian Short, Glen Cooper, Lindsay May, Doug Sturrock, Stuart Milburn, Mick York                   |
| 2008 | Hankø                  | Kongelig Norsk Seilforening (KNS)       | Norwegen               | Sira (NOR 33)       | König Harald V.               | Norwegen    | Johan Anker                          | 1938    | König Harald V. (Skipper), Einar Koefoed, Arve Roaas, Kjell Inge Heiberg, Hans Joergen Bauck Jr., Sveinung Torgersen, Kjell Arne Myrann  |
| 2009 | Hyères                 | International Yacht Club Hyeres         | Frankreich             | Severn (K 23)       | Fred Meyer                    | Schweiz     | William Fife III.                    | 1936    | |
| 2010 | Toronto                | Royal Canadian Yacht Club (RCYC)        | Kanada                 | Raven               | Mark DeCelles & Richard Self  | Kanada      | Alfred Mylne & Sir Thomas Glen-Coats | 1938    | Richard Self, Mark DeCelles, Bryan Gooderham, Hugh Beaton, Mike Molloy, Reinhard Brucker, Ian Newell                                     |
| 2011 | Flensburg              | Flensburger Segel-Club (FSC)            | Deutschland            | Raven               | Mark DeCelles & Richard Self  | Kanada      | Alfred Mylne & Sir Thomas Glen-Coats | 1938    | Richard Self, Mark DeCelles, Bryan Gooderham, Hugh Beaton, Mike Molloy, Reinhard Brucker, Ian Newell                                     |
| 2012 | Cowes                  | Royal Yacht Squadron (RYS)              | Vereinigtes Königreich | Raven               | Mark DeCelles & Richard Self  | Kanada      | Alfred Mylne & Sir Thomas Glen-Coats | 1938    | Richard Self, Mark DeCelles, Bryan Gooderham, Hugh Beaton, Mike Molloy, Reinhard Brucker, Heiko Buhmann                                  |
| 2013 | Helsinki               | Helsingfors Segelsällskap (HSS)         | Finnland               | Raven               | Mark DeCelles & Richard Self  | Kanada      | Alfred Mylne & Sir Thomas Glen-Coats | 1938    | Richard Self, Mark DeCelles, Bryan Gooderham, Hugh Beaton, Mike Molloy, Reinhard Brucker, Heiko Buhmann                                  |
| 2014 | La Trinité-sur-Mer     | Société Nautique La Trinite-sur-mer     | Frankreich             | Raven               | Mark DeCelles & Richard Self  | Kanada      | Alfred Mylne & Sir Thomas Glen-Coats | 1938    | Richard Self, Mark DeCelles, Bryan Gooderham, Hugh Beaton, Mike Molloy, Reinhard Brucker, Heiko Buhmann                                  |
| 2015 | Genf                   | Société Nautique de Genève (CNG)        | Schweiz                | Wyvern (GER 8)      | Rüdiger Stihl                 | Deutschland | Starling Burgess / A&R               | 1928    | Eckhard Kaller (Skipper), Rüdiger Stihl, Matthias Adamczewski, Thorsten Müller, Sebastian Reischl, Thomas Zeller, Adrian Bleninger       |
| 2016 | Toronto                | Royal Canadian Yacht Club (RCYC)        | Kanada                 | Bangalore (CAN 6)   | Shannon Howard & Bart Meuring | Kanada      | Johan Anker                          | 1928    | Terry McLaughlin, Bart Meuring, Rob Hemming, Shannon Howard, Geoff Moore, Robb Graham, Jason Williams, Jeff Gillmeister                  |
| 2017 | Oslo                   | Kongelig Norsk Seilforening (KNS)       | Norwegen               | Pandora (ex. Raven) | Werner Deuring                | Kanada      | Alfred Mylne & Sir Thomas Glen-Coats | 1938    | Werner Deuring (Skipper), Markus Sagmeister, Michael Seifarth, Reinhard Brucker, Thomas Schäffler, Dan Slater, Hugh Beaton               |
| 2018 | Langenargen            | Yacht Club Langenargen (YCL)            | Deutschland            | Luna (FIN 17)       | Harri & Markus Rosschier      | Finnland    | Charles E. Nicholson                 | 2011    | Niko Roschier, Kenneth Thelen, Jouni Seppi, Antti -Pekka Raitisto, Kimmo Viljamaa                                                        |
| 2019 | Cowes                  | Royal Yacht Squadron (RYS)              | Vereinigtes Königreich | Wanda (NOR 3)       | Lars Ingeberg                 | Norwegen    | Tore Holm                            | 1937    | Lars Ingeberg, Dag Usterud, Torgeir Pedersen, Fredrik Honningsvag, Öistein Sabel-Christoffersen, Johan Karlsson, Jesper Aberg            |
| 2022 | Genf                   | Société Nautique de Genève (CNG)        | Schweiz                | Starling Burgess    | Rhudiker Stihl                | Norwegen    | Starling Burgess                     | 2021    | Lars Ingeberg, Dag Usterud, Torgeir Pedersen, Fredrik Honningsvag, Öistein Sabel-Christoffersen, Johan Karlsson, Jesper Aberg            |